# Xã Floyd, Quận Sanborn, South Dakota
Xã Floyd (tiếng Anh: Floyd Township) là một xã thuộc quận Sanborn, tiểu bang Nam Dakota, Hoa Kỳ. Năm 2010, dân số của xã này là 57 người.